# Aufkirchen (Gerolfingen)
Aufkirchen (fränkisch: Aufkirch) ist ein Gemeindeteil der Gemeinde Gerolfingen im Landkreis Ansbach (Mittelfranken, Bayern). Die Gemarkung Aufkirchen hat eine Fläche von 3,356 km². Sie ist in 570 Flurstücke aufgeteilt, die eine durchschnittliche Fläche von 5887,21 m² haben.
Im Hoch- und Spätmittelalter war Aufkirchen eine zunächst selbstständige und später verpfändete Reichsstadt im Heiligen Römischen Reich, was sich im Ortswappen widerspiegelt.

## Geografie
Das Kirchdorf liegt südlich der Wörnitz und ist unmittelbar von Acker- und Grünland umgeben. Nördlich, jenseits der Wörnitz liegt Gerolfingen am Fuße des Hesselbergs, im Süden Irsingen. 1 km westlich hinter dem Lohfeld liegt der Römerpark Ruffenhofen. Im Südosten liegt das Flurgebiet Mittelhöhe. Dort steht eine Baumweide, die als Naturdenkmal ausgezeichnet ist.
Gemeindeverbindungsstraßen führen nach Gerolfingen zur Staatsstraße 2218 (0,4 km nördlich), nach Reichenbach (3,1 km südöstlich), an Irsingen vorbei nach Frankenhofen (3,1 km südwestlich) und nach Ruffenhofen zur Staatsstraße 2385 (2,3 km westlich).

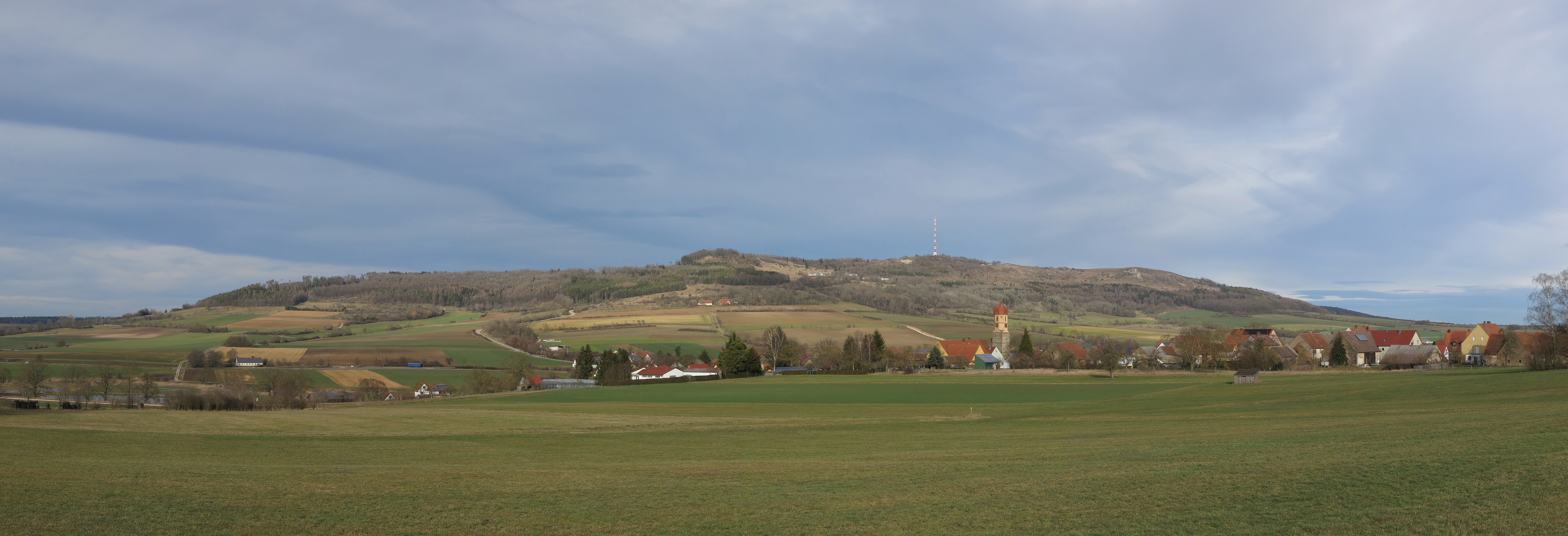
Lage von Aufkirchen vor dem Hesselberg

## Geschichte
Aufkirchen wurde 1188 im Seligenstädter Vertrag als „Vfkirchin“ erstmals urkundlich erwähnt. Der Ortsname bedeutet „Zur hoch gelegenen Kirche“. Zugleich wurde der Ort als „burgus“ (= befestigter Ort) bezeichnet. Vermutlich wurde der Ort um 1170 von Kaiser Friedrich Barbarossa als königliche Stadt gegründet. 1241 wurde Aufkirchen in der Reichssteuer-Matrikel, der precarie civitatum et villarum („Bitte an Städte und Orte“) einem der wenigen mittelalterlichen Dokumente, die Auskunft über die Organisation von Königsterritorium und Reichsgut in staufischer Zeit geben, als Reichsstadt genannt (61. Item de Rotenburc LXXXX mr. (Iudei ibidem X mr.) 62. Item Iudei de Hallis VIII mr. 63. Item de Dinckelspuel XL mr. 64. Item de Fuhtwangen XX mr. 65. Item Ufkirchen nichil, quia conbusta est. 66. Item de Wizenburc XL mr.): Aufkirchen erhielt einen Steuernachlass, da es verbrannt war. Kaiser Ludwig der Bayer verpfändete die Stadt 1336 an die Grafen von Oettingen. Da das Pfand nicht mehr eingelöst wurde, sank Aufkirchen zu einem zweitrangigen Marktflecken herab, der Sitz eines Oberamtes war. 1634 und 1663 äscherten Brände den Ort größtenteils ein. Am Wiederaufbau beteiligten sich nicht zuletzt die Exulantenfamilien aus Österreich, die hier eine neue Heimat fanden.
Gegen Ende des 18. Jahrhunderts gab es in Aufkirchen 96 Anwesen. Die Fraisch innerhalb des Marktetters wurde vom oettingen-spielbergischen Oberamt Aufkirchen wahrgenommen. Außerhalb des Marktetters war sie zwischen dem Oberamt Aufkirchen und dem ansbachischen Oberamt Wassertrüdingen umstritten. Die Dorf- und Gemeindeherrschaft wurde vom Oberamt Aufkirchen und dem Rat zu Aufkirchen gemeinschaftlich übernommen. Alleiniger Grundherr war das Oberamt Aufkirchen (1 Mühle, 1 Haus mit Ziegelhütte, 1 Widemhof, 1 Bauhof, 1 Wirtshaus mit Braustatt, 2 Sölden, 77 Häuser bzw. Häuslein, 12 Halbhäuser). Neben diesen Anwesen gab es noch ein Schloss, ein Amtshaus, ein Bauhof-Haus, eine Kirche, ein Pfarrhaus, ein Rathaus, ein Torhaus, ein Schulhaus und ein Gemeindehirtenhaus.
Infolge des Gemeindeedikts wurden 1809 der Steuerdistrikt und die Ruralgemeinde Aufkirchen gebildet, zu der Irsingen gehörte. Mit dem Zweiten Gemeindeedikt (1818) löste sich Irsingen von der Ruralgemeinde. Aufkirchen war in Verwaltung und Gerichtsbarkeit dem Mediatuntergericht Aufkirchen zugeordnet und in der Finanzverwaltung dem Rentamt Oettingen (1850 bis 1919 Rentamt Wassertrüdingen, 1919 in Finanzamt Wassertrüdingen umbenannt, 1932–1973 Finanzamt Gunzenhausen, seit 1973 Finanzamt Ansbach). Die Verwaltung und Gerichtsbarkeit ging 1819 auf das Herrschaftsgericht Oettingen diesseits der Wörnitz über, von 1820 bis 1848 war das Herrschaftsgericht Mönchsroth zuständig, das 1848 in eine Gerichts- und Polizeibehörde umgewandelt wurde, die 1850 erlosch. Ab 1850 die Gerichtsbarkeit beim Landgericht Wassertrüdingen (1879 in das Amtsgericht Wassertrüdingen umgewandelt), von 1956 bis 1970 war das Amtsgericht Gunzenhausen zuständig und von 1970 bis 1973 das Amtsgericht Dinkelsbühl, das seit 1973 eine Zweigstelle des Amtsgerichtes Ansbach ist. Die Verwaltung übernahm 1862 das neu geschaffene Bezirksamt Dinkelsbühl (1939 in Landkreis Dinkelsbühl umbenannt). Mit der Auflösung des Landkreises Dinkelsbühl im Jahr 1972 kam Aufkirchen an den Landkreis Ansbach. Die Gemeinde hatte 1964 eine Gebietsfläche von 3,371 km². Im Zuge der Gebietsreform in Bayern wurde diese am 1. Januar 1972 nach Gerolfingen eingemeindet und verlor den Marktstatus.

### Einwohnerentwicklung
| Jahr      | 1818   | 1840   | 1852   | 1855   | 1861   | 1867   | 1871   | 1875   | 1880   | 1885   | 1890   | 1895   | 1900   | 1905   | 1910   | 1919   | 1925   | 1933   | 1939   | 1946   | 1950   | 1952   | 1961   | 1970   | 1987   | 2006  | 2016  |
| Einwohner | 498    | 554    | 507    | 485    | 485    | 466    | 443    | 450    | 442    | 436    | 425    | 402    | 404    | 384    | 413    | 412    | 386    | 383    | 371    | 560    | 553    | 514    | 383    | 363    | 355    | *335  | *298  |
| Häuser    | 105    |        |        |        |        |        | 105    |        |        | 106    | 106    |        | 102    |        |        |        | 97     |        |        |        | 90     |        | 91     |        | 100    |       |       |
| Quelle    | [ 19 ] | [ 20 ] | [ 20 ] | [ 20 ] | [ 21 ] | [ 22 ] | [ 23 ] | [ 24 ] | [ 25 ] | [ 26 ] | [ 27 ] | [ 20 ] | [ 28 ] | [ 20 ] | [ 29 ] | [ 20 ] | [ 30 ] | [ 20 ] | [ 20 ] | [ 20 ] | [ 31 ] | [ 20 ] | [ 15 ] | [ 32 ] | [ 33 ] | [ 2 ] | [ 2 ] |

### Baudenkmäler

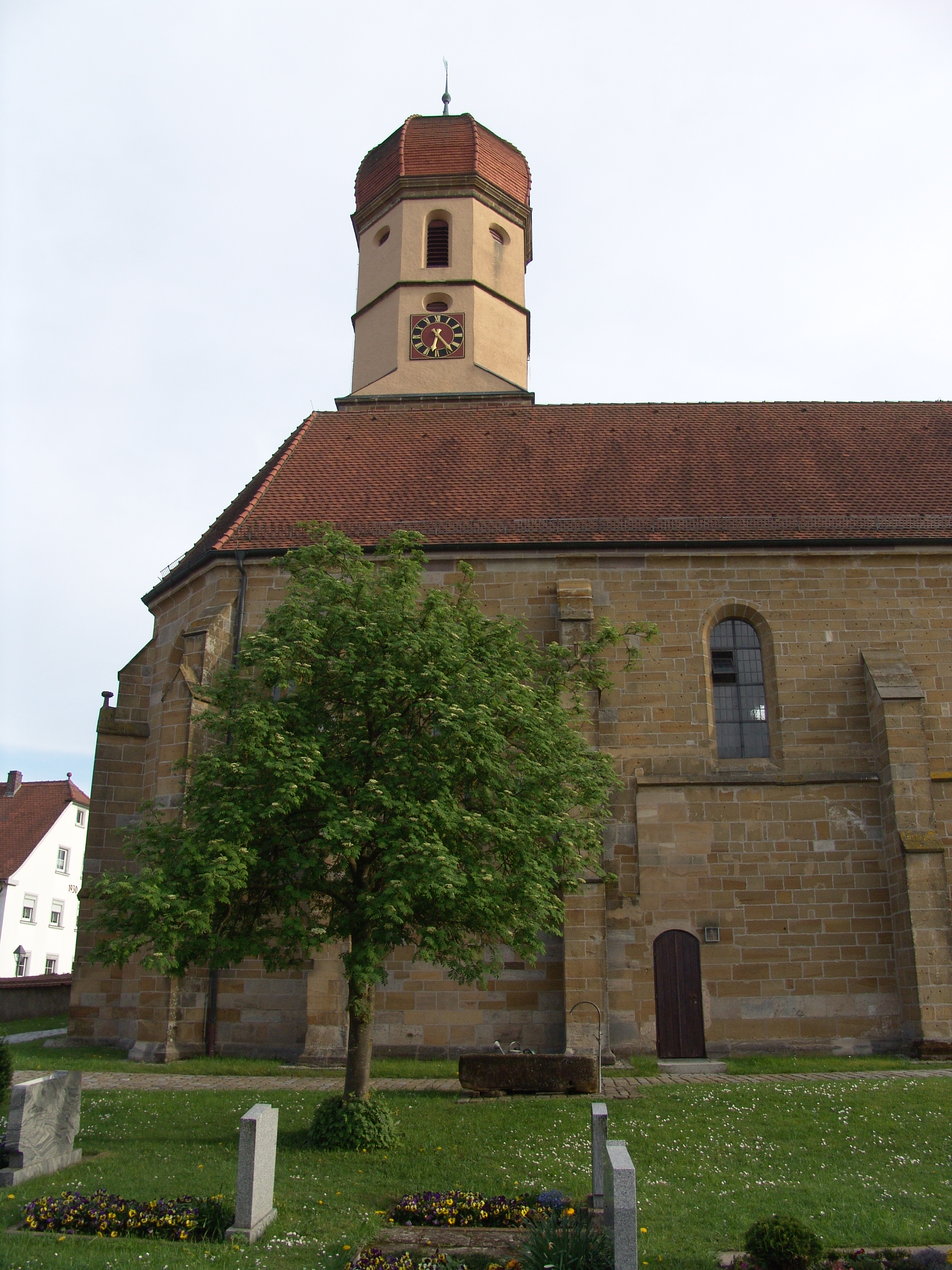
St. Johannis

In Aufkirchen gibt es sieben Baudenkmäler:
- Haus Nr. 46: Ehemaliger Bauernhof, zweigeschossiger giebelständiger Einfirsthof mit teilweise verputztem Fachwerkobergeschoss und -giebel, 18. Jahrhundert
- Haus Nr. 48: Ehemaliger Bauernhof, zweigeschossiges giebelständiges Wohnstallhaus mit Satteldach, Fachwerkobergeschoss und -giebel, 18. Jahrhundert
- Haus Nr. 50: Rathaus der ehemaligen Gemeinde mit Fachwerk von 1688 und einem Dorfbrunnen.[35]
- Haus Nr. 53: Gasthaus, zweigeschossiger Putzbau mit Schopfwalmdach, bez. 1835.
- Haus Nr. 64: Ehemaliger Bauernhof, zweigeschossiges verputztes Wohnstallhaus mit Walmdach, bez. 1740, Anbau um 1910.
- Haus Nr. 76: St.-Johannis-Kirche mit zwiebelförmigen Kirchturm.
- Ehemaliger Schlossgarten mit Ummauerung, 18. Jahrhundert

ehemalige Baudenkmäler
- Haus Nr. 1: Ehemalige Mühle, zweigeschossiger massiver Satteldachbau, bez. 1854.
- Haus Nr. 51: Ehem. Amtmannsgebäude, zweigeschossiger, massiver Putzbau mit steilem Satteldach, im Kern 1688, 1737 verändert; Hoftor mit Nebenpforte, 17./18. Jahrhundert

## Religion
Der Ort ist Sitz der Pfarrei St. Johannis und ist seit der Reformation evangelisch-lutherisch geprägt. Die Katholiken sind nach Mariä Himmelfahrt (Hirschbrunn) gepfarrt.

## Sport und Vereinsleben
- FC-Bayern-Fanclub Aufkirchen/Hesselberg
- Kellerclub Aufkirchen
- Verein für Obst-, Gartenbau und Landespflege Aufkirchen/Irsingen
- Sportclub Aufkirchen e. V.

## Infrastruktur
Es gibt ein Land-Gasthaus, eine Dieseltankstelle und einen überregionalen Taxibetrieb.